# Markus Strömbergsson
Markus Strömbergsson (Gävle, Suecia; 26 de abril de 1975) es un árbitro  de fútbol de Suecia. Es internacional FIFA desde el año 2006. Hermano del árbitro Martin Strömbergsson.

## Carrera en el fútbol
Markus ha dirigido como árbitro en la Allsvenskan, Liga de Campeones de la UEFA, UEFA Europa League, Eurocopa Sub-21, Campeonato de Europa Sub-19 de la UEFA, eliminatorias a la Eurocopa del 2012, también las eliminatorias al mundial de 2010 y varios partidos amistosos internacionales..
En la Copa Mundial de Fútbol Sub-20 de 2011, pitó los partidos México vs. Corea del Norte, Colombia vs. Corea del Sur de la primera fase, en los octavos de final el partido Argentina vs. Egipto.